# Phil Moorby
Philip R. Moorby (* 25. April 1953 in Birmingham; † 15. September 2022 in Rockport) war ein britischer Techniker und Informatiker, der vor allem durch die Erfindung der Hardwarebeschreibungssprache Verilog bekannt wurde.
Er machte seinen Bachelor-Abschluss in Mathematik an der University of Southampton. Seinen Master erhielt er 1974 von der University of Manchester in Informatik. Danach absolvierte er ein Doktoratsstudium an der Brunel University in West London.
1983 ging Moorby in die Vereinigten Staaten, um dort im Unternehmen Automated Integrated Design Systems (später Gateway Design Automation) an der Entwicklung der Hardwarebeschreibungssprache Verilog mitzuwirken, die 1985 auf den Markt kam. In den Jahren 1985 bis 1990 entwickelte das Team um Moorby den Logiksimulator Verilog-XL, der zum Industriestandard wurde.
Als 1990 die Firma Gateway Design Automation von Cadence Design Systems aufgekauft wurde, wechselte Moorby zu Cadence und arbeitete dort zuerst weiterhin an der Simulation von Verilog-Systemen. Als der Verilog-Konkurrent VHDL an Akzeptanz gewann, orientierte sich Cadence stärker an VHDL und Moorby wurde einem Projekt zu VHDL zugeteilt. Moorby verließ Cadence 1992 und wandte sich vorläufig anderen Gebieten zu – unter anderem entwickelte er Software um Kameraposition und Tiefe aus Videosequenzen zu ermitteln. Danach wandte er sich wieder der Electronic Design Automation zu. Er wurde technischer Berater der 1997 gegründeten Firma Co-Design Automation, der er 1998 beitrat, um an der Hardwarebeschreibungssprache Superlog zu arbeiten.
Co-Design Automation wurde 2001 von Synopsys übernommen, wo Superlog als Basis für eine objektorientierte Spracherweiterung von Verilog eingesetzt wurde.
Für seinen Beitrag zur Electronic Design Automation wurde Moorby 2005 mit dem Phil Kaufman Award ausgezeichnet. 2016 wurde er Fellow des Computer History Museum.